# Обелиски в Рим
В Рим се намират общо 13 древни обелиска и много от по-съвременната история.
От древните обелиски 8 са от Древен Египет, превозени от римските императори, а 5 са създадени в Рим. Египетските обелиски са транспортирани по Нил до Александрия и оттам през Средиземно море до пристанището на Римската империя в Остия. Оттам по Тибър са докарани до Рим.
Най-голям от древните обелиски е този, който днес стои пред Латеранската базилика в Рим. Теглото му е 230 тона, а височината – 32 м. Той е египетски, взет от Карнак.
Според легендите в Рим има и 14-и обелиск, който стои зарит в земята пред сградата на Сената. Вярва се, че когато се появи, ще дойде и краят на Рим.

## Списък
Най-малко 8 обелиска, създадени през Античността от египтяните, са превозени в Рим от Египет след завладяването му от римляните.
| Снимка | Височина (с основата) | Название   | Строител               | Местоположение                                                                                           | Бележки |
| ------ | --------------------- | ---------- | ---------------------- | --- | --- |
|        | 032.18 m (45.70 m)    | Латерански | Тутмос III / Тутмос IV | Пиаца ди Сан Джовани ин Латерано 41°53′12.6″ с. ш. 12°30′17.2″ и. д. / 41.886833° с. ш. 12.504778° и. д. | Най-високият обелиск в Рим, и най-големия изправен египетски обелиск в света. Тежи повече от 230 тона. Взет е от храма на Амун в Карнак.map Пренесен до Александрия с друг обелиск от Констанций II и оттам до Рим през 357 г., за да украси spina на Circus Maximus.map Намерен на 3 части през 1587 г., възстановен приблизително 4 м по-къс от папа Сикст V и издигнат близо до Латеранския дворец и базиликата „Сан Джовани ин Латерано“ през 1588 г. на мястото на Етруската статуя на Марк Аврелий, която е пренесена на хълма Капитолий. |
|        | 025.5 m (41 m)        | Ватикански | Неизвестен             | площад Св. Петър 41°54′08.1″ с. ш. 12°27′26.1″ и. д. / 41.90225° с. ш. 12.45725° и. д.                   | Първоначално издигнат на Форума на Юлий в Александрияmap от префекта Корнелий Гал по заповед на Октавиан около 30 – 28 г. пр.н.е. Без йероглифи. Пренесен до Рим от Калигула през 37 г. за spina на Цирка на Нерон (дн. Ватикан).map Преместен от папа Сикст V през 1586 г., който използва метод, разработен от Доменико Фонтана; единственият обелиск в Рим, който не е катурван от римски времена. През Средновековието се е вярвало, че златната топка на върха на обелиска, съхранява праха на Юлий Цезар. По-късно Фонтана премества древната метална топка, която е стояла на върха на обелиска, и открива, че е празна. Днес тя се намира в музей. Педро Тафур в неговите Andanças (ок. 1440 г.) споменава, че мнозина са преминавали между земята и основата на „кулата“, „мислейки я за свято нещо“. |
|        | 024 m (36.50 m)       | Фламинио   | Сети I / Рамзес II     | Пиаца дел Пополо 41°54′38.6″ с. ш. 12°28′34.8″ и. д. / 41.910722° с. ш. 12.476333° и. д.                 | От древния Хелиополис.map Пренесен в Рим от Октавиан Август през 10 г. пр.н.е. заедно със Слънчевия обелиск и издигнат на spina на Циркус Максимус.map Намерен заедно с Латеранския обелиск през 1587 г. на две парчета и издигнат от папа Сикст V през 1589 г. Скулптури с лъвски фонтани са добавени към основата през 1818 г. |
|        | 021.79 m (33.97 m)    | Слънчев    | Псаметих II            | Пиаца ди Монтечиторио 41°54′02.5″ с. ш. 12°28′43.2″ и. д. / 41.900694° с. ш. 12.478667° и. д.            | От Хелиополис.map Пренесен в Рим от Октавиан Август през 10 г. пр.н.е. заедно с обелиска Фламиний, за да служи като гномон за слънчев часовник на Марсово поле.map Намерен през 16 век, но отново зарит. Открит и издигнат от папа Пий VI през Палацо Монтечиторио през 1792 г. |
|        | 06.34 m (14.52 m)     | Макутео    | Рамзес II              | Пиаца дел Ротонда 41°53′57.6″ с. ш. 12°28′36.3″ и. д. / 41.899333° с. ш. 12.47675° и. д.                 | Първоначално е един от двойката в Храма на Ра в Хелиополис. Другият е доста по-късия в наши дни обелиск Матеяно. Преместен в Храма на Изида близо до Санта Мария сопра Минерва. Намерен през 1373 г. близо до църквата „Сан Макуто?“ и издигнат източно от Санта Мария ин Арачели на Капитолия. Преместен пред Пантеона от папа Климент XI през 1711 г. върху фонтан на Филипо Бариджони. |
|        | 05.47 m (12.69 m)     | Минервео   | Априй                  | Санта Мария сопра Минерва 41°53′52.7″ с. ш. 12°28′39.2″ и. д. / 41.897972° с. ш. 12.477556° и. д.        | Първоначално е един от двойката обелиски от Саис. Пренесен до Рим от Диоклециан за близкия храм на Изида. Намерен през 1655 г. и издигнат през 1667 г. от папа Александър VII на основа със слон, дело на Бернини, зад Пантеона на Пиаца дела Минерва. Другият обелиск от двойката се намира в Урбино. |
|        | 0? (6.34 m)           | Догали     | Рамзес II              | Бани на Диоклециан 41°54′07.8″ с. ш. 12°29′50.9″ и. д. / 41.902167° с. ш. 12.497472° и. д.               | Първоначално част от двойка обелиски от Хелиополис. Другият е сега в Градина „Боболи“ във Флоренция. Преместен до Храма на Изида в Рим. Намерен през 1883 близо до Санта Мария сопра Минерва. Днес отбелязва битката при Догали. Първоначално поставен пред близката римска гара Термини и преместен на сегашното си място през 1924 г. |
|        | 02.68 m (12.23 m)     | Матеиано   | Рамзес II              | Вила Матеи 41°53′00.2″ с. ш. 12°29′43.2″ и. д. / 41.883389° с. ш. 12.495333° и. д.                       | Първоначално един от двойката обелиски в Храма на Ра в Хелиополис. Другият е запазилия оригиналната си височина обелиск Макутео. Преместен в Храма на Изида близо до Санта Мария сопра Минерва. Намерен през 1373 г. близо до църквата Сан Макуто и издигнат източно от Санта Мария ин Арачели на Капитолий. Преместен до Вила Челимонтана, след като Микеланджело прави нов дизайн на площада в края на 16 век. Изгубен отново. Фрагменти са открити и отново издигнати през 1820 г. Най-малкият обелиск в Рим. |